# Albertine
Albertine (auch Albertina) ist ein weiblicher Vorname, abgeleitet vom männlichen Vornamen Albert, der wiederum eine Kurzform von Adalbert ist.

## Bekannte Namensträgerinnen
Albertine
- Albertine Assor (1863–1953), deutsche Diakonisse
- Albertine Badenberg (1865–1958), deutsche Frauenrechtlerin und Politikerin (Zentrum)
- Albertine von Grün (1749–1792), deutsche Schreiberin der Sturm-und-Drang-Zeit
- Albertine Henrich (1811–1894), deutsche Schauspielerin und Schriftstellerin
- Albertine von Montenuovo (1817–1867), österreichische Adelige
- Albertine Morin-Labrecque (1886–1957), kanadische Komponistin, Pianistin und Musikpädagogin
- Albertine Necker de Saussure (1766–1841), Schweizer Schriftstellerin und Pädagogin
- Albertine Agnes von Oranien-Nassau (1634–1696), niederländische Prinzessin
- Albertine Sarrazin (1937–1967), französische Schriftstellerin
- Albertine Tochtermann (1823–nach 1850), deutsche Opernsängerin
- Albertine van Vliet-Kuiper (* 1951), niederländische Politikerin
- Albertine Zehme (1857–1946), österreichische Schauspielerin, Sängerin und Rezitatorin
- Albertine Zullo (* 1967), Schweizer Zeichnerin, Illustratorin und Kinderbuchautorin

Albertina
- Albertina Berkenbrock (1919–1931), brasilianische Reinheitsmärtyrin und Selige
- Albertina Dias (* 1965), portugiesische Langstreckenläuferin
- Albertína Friðbjörg Elíasdóttir (* 1980), isländische Politikerin (Allianz)
- Albertina Kassoma (* 1996), angolanische Handballspielerin
- Albertina Noyes (* 1949), US-amerikanische Eiskunstläuferin
- Albertina Paraíso (1864–1954), portugiesische Dichterin, Journalistin und Frauenrechtlerin
- Albertina Rasch (1891–1967), österreichisch-US-amerikanische Tänzerin, Kompaniechefin und Choreografin
- Albertina Sisulu (1918–2011), südafrikanische Anti-Apartheid-Aktivistin, Ehefrau des Anti-Apartheid-Aktivisten Walter Sisulu
- Albertina Eunju Song (* 1984), südkoreanische Pianistin

Zwischenname
- Louise Albertine Hoffmann (1748–1796), Mutter des Dichters E. T. A. Hoffmann
- Maria Luise Albertine von Leiningen-Dagsburg-Falkenburg (1729–1818), Erbin der Herrschaft Broich und durch Heirat Prinzessin von Hessen-Darmstadt
- Elisabeth Albertine von Sachsen-Hildburghausen (1713–1761), Prinzessin von Sachsen-Hildburghausen und durch Heirat Herzogin zu Mecklenburg [-Strelitz]
- Sophia Albertine von Erbach-Erbach (1683–1742), durch Heirat Herzogin und von 1724 bis 1728 Regentin von Sachsen-Hildburghausen
- Elisabeth Albertine von Anhalt-Dessau (1665–1706), durch Heirat Herzogin von Sachsen-Weißenfels-Barby
- Sophie Albertine von Schweden (1753–1829), schwedische Prinzessin sowie von 1787 bis 1803 Äbtissin